# Programa de 12 passos

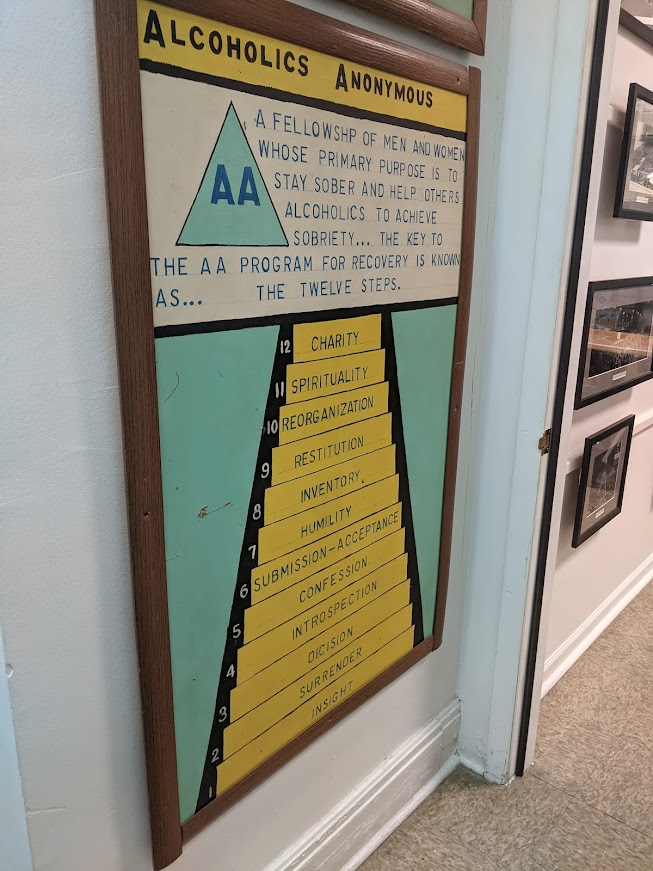
Placa com os 12 passos de Alcoólicos Anônimos em exibição em Akron, Ohio (EUA)

O programa de Doze Passos (twelve-step program) é um programa criado nos Estados Unidos em 1935 por Bill W. e Dr. Bob S., inicialmente para o tratamento do alcoolismo e mais tarde estendido para praticamente todos os tipos de dependência química e compulsões. É a estratégia central da grande maioria dos grupos de mútua ajuda para seus tratamentos, sendo mais conhecidos no Brasil os Alcoólicos Anônimos (e grupos relacionados como Al-Anon/Alateen, voltados às famílias de alcoólatras) e Narcóticos Anônimos.
Hoje há diversas outras organizações de mútua ajuda que se baseiam nos mesmos 12 passos de Alcoólicos Anônimos, adaptados às adicções ou problemas que buscam enfrentar. Todavia, nem toda organização ou movimento que adotem métodos baseados em "12 passos" utilizam necessariamente os mesmos 12 passos de AA, como é o caso do Movimento da Transição para a "recuperação" das cidades e populações no geral.

## Características
Os grupos costumam reunir-se regularmente para compartilhar seus problemas, para testemunhar o funcionamento do programa em suas experiências, falar das superações e apoio mútuo (Amor). Uma das características mais amplamente conhecidas do programa é a tradição de, nas reuniões, os membros se apresentarem pelo primeiro nome e admitirem sua dificuldade (alcoolismo, adicção,...).

### Os Doze Passos
Os Doze Passos (para os Alcoólicos Anônimos) são:
1. Admitimos que éramos impotentes perante o álcool – que tínhamos perdido o domínio sobre nossas vidas.
2. Viemos a acreditar que um Poder superior a nós mesmos poderia devolver-nos à sanidade.
3. Decidimos entregar nossa vontade e nossa vida aos cuidados de Deus, na forma em que O concebíamos.
4. Fizemos minucioso e destemido inventário moral de nós mesmos.
5. Admitimos perante Deus, perante nós mesmos e perante outro ser humano, a natureza exata de nossas falhas.
6. Prontificamo-nos inteiramente a deixar que Deus removesse todos esses defeitos de caráter.
7. Humildemente rogamos a Ele que nos livrasse de nossas imperfeições.
8. Fizemos uma relação de todas as pessoas que tínhamos prejudicado e nos dispusemos a reparar os danos a elas causados.
9. Fizemos reparações diretas dos danos causados a tais pessoas, sempre que possível, salvo quando fazê-lo significasse prejudicá-las ou a outrem.
10. Continuamos fazendo o inventário pessoal e, quando estávamos errados, nós o admitíamos prontamente.
11. Procuramos, através da prece e da meditação, melhorar nosso contato consciente com Deus, na forma em que O concebíamos, rogando apenas o conhecimento de Sua vontade em relação a nós, e forças para realizar essa vontade.
12. Tendo experimentado um despertar espiritual, graças a esses Passos, procuramos transmitir essa mensagem aos alcoólicos e praticar esses princípios em todas as nossas atividades.

## Criação dos 12 passos em Alcoólicos Anônimos
O primeiro desses programas foi o Alcoólicos Anônimos ou simplesmente AA, iniciado em 1935 por William Griffith Wilson e pelo Doutor Bob Smith, conhecidos pelos membros do AA como "Bill W" e "Dr. Bob", em Akron, Ohio, Estados Unidos. Eles criaram a tradição de utilizar apenas o primeiro nome para se identificar nos grupos anônimos de Doze Passos.
Os 12 passos foram originalmente escritos por Wilson e outros membros no início do AA como modo de codificar o processo que acharam funcionar para eles. Esses 12 passos foram essencialmente uma nova versão dos 6 passos do "Grupo de Oxford", um grupo criado pelo missionário cristão Frank Buchman (o nome Oxford refere à origem geográfica dos membros, não à Universidade de Oxford), com quem Wilson tinha contato. Wilson então escreveu o livro "Alcoólicos Anônimos", frequentemente chamado de "Big Book" (Grande Livro) ou "Livro Azul".

## Programas baseados nos 12 passos de Alcoólicos Anônimos
Muitos outros programas têm adaptado os passos originais dos A.A. para os seus próprios fins. Programas relacionados existem para ajudar familiares e amigos de pessoas com dependências, bem como aqueles com problemas diferentes do álcool. Estes programas também seguem versões adaptadas dos Doze Passos dos Alcoólicos Anônimos. Abaixo segue um quadro com alguns desses programas com informações em língua portuguesa.
| Programa de 12 passos                           | Sigla               | Foco                                              |
| ----------------------------------------------- | ------------------- | ------------------------------------------------- |
| Alcoólicos Anônimos                             | AA                  | Alcoolismo                                        |
| Narcóticos Anônimos                             | NA                  | Uso de drogas em geral                            |
| Jogadores Anônimos                              | JA                  | Jogos de azar                                     |
| Game-Adictos Anônimos                           | GAA                 | Compulsão em jogos eletrônicos                    |
| Comedores Compulsivos Anônimos                  | CCA                 | Compulsão alimentar                               |
| Neuróticos Anônimos                             | N/A                 | Doença emocional                                  |
| Nicotina Anônimos                               | NICA                | Tabagismo                                         |
| Mulheres que Amam Demais Anônimas               | MADA                | Dependência afetiva                               |
| Dependentes de Amor e Sexo Anônimos             | DASA                | Dependência sexo-afetiva                          |
| Codependentes Anônimos                          | CoDA                | Dependência emocional                             |
| Sexólicos Anônimos                              | SA                  | Dependência de sexo e "luxúria"                   |
| Compulsivos Sexuais Anônimos                    | CSA                 | Dependência de Sexo                               |
| Procrastinadores Anônimos                       | PA                  | Procrastinação crônica                            |
| Grupos Familiares Al-Anon                       | Al-Anon / Alateen   | Familiares e amigos de alcoólicos                 |
| Grupos Familiares Nar-Anon                      | Nar-Anon / Narateen | Familiares e amigos de adictos em drogas em geral |
| Grupos Familiares de Dependentes de Amor e Sexo | CoSLAA              | Familiares e amigos de dependentes de amor e sexo |
| Grupos Familiares de Viciados em Sexo           | COSA                | Familiares e amigos de viciados em sexo           |
| Grupos de Familiares de Sexólicos               | S-Anon              | Familiares e amigos de sexólicos                  |